# Verrazano-Narrows Bridge
Verrazano-Narrows Bridge er en hængebro som forbinder de to bydele Staten Island og Brooklyn i New York. Broen har to dæk med 6 kørebaner på hver. Hovedspændet er på 1.298 meter og broen var verdens længste hængebro fra åbningen i 1964 og frem til Humber Bridge blev åbnet i 1981. Den er opkaldt efter den florentinske opdagelsesrejsende Giovanni da Verrazzano.